# Love & Basketball
Love & Basketball (conocida en Hispanoamérica como Amor y baloncesto) es una película estadounidense de 2000 escrita y dirigida por Gina Prince-Bythewood, y protagonizada por Omar Epps y Sanaa Lathan.

## Sinopsis
Es la historia de dos vecinos en Los Ángeles, California, que crecen amando el baloncesto y posteriormente, también comienzan a enamorarse uno del otro.

## Elenco
| - Sanaa Lathan — Monica Wright–McCall - Omar Epps — Quincy McCall - Dennis Haysbert — Zeke McCall - Harry J. Lennix — Nathan Wright - Debbi Morgan — Nona McCall - Alfre Woodard — Camille Wright - Regina Hall — Lena Wright - Tyra Banks — Kyra Kessler - Monica Calhoun — Kerry - Glenndon Chatman — Joven Quincy - Christine Dunford — Entrenador Davis | - Al Foster — Entrenador Hiserman - Kyla Pratt — Joven Monica - Shar Jackson — Felicia - Boris Kodjoe — Jason - Charles O'Bannon — Reggie - Erika Ringor — Sidra O'Neal - Gabrielle Union — Shawnee Easton - Chris Warren, Jr. — Kelvin - Jess Willard — Jamal |